# John Phillips (jogador de futebol americano)

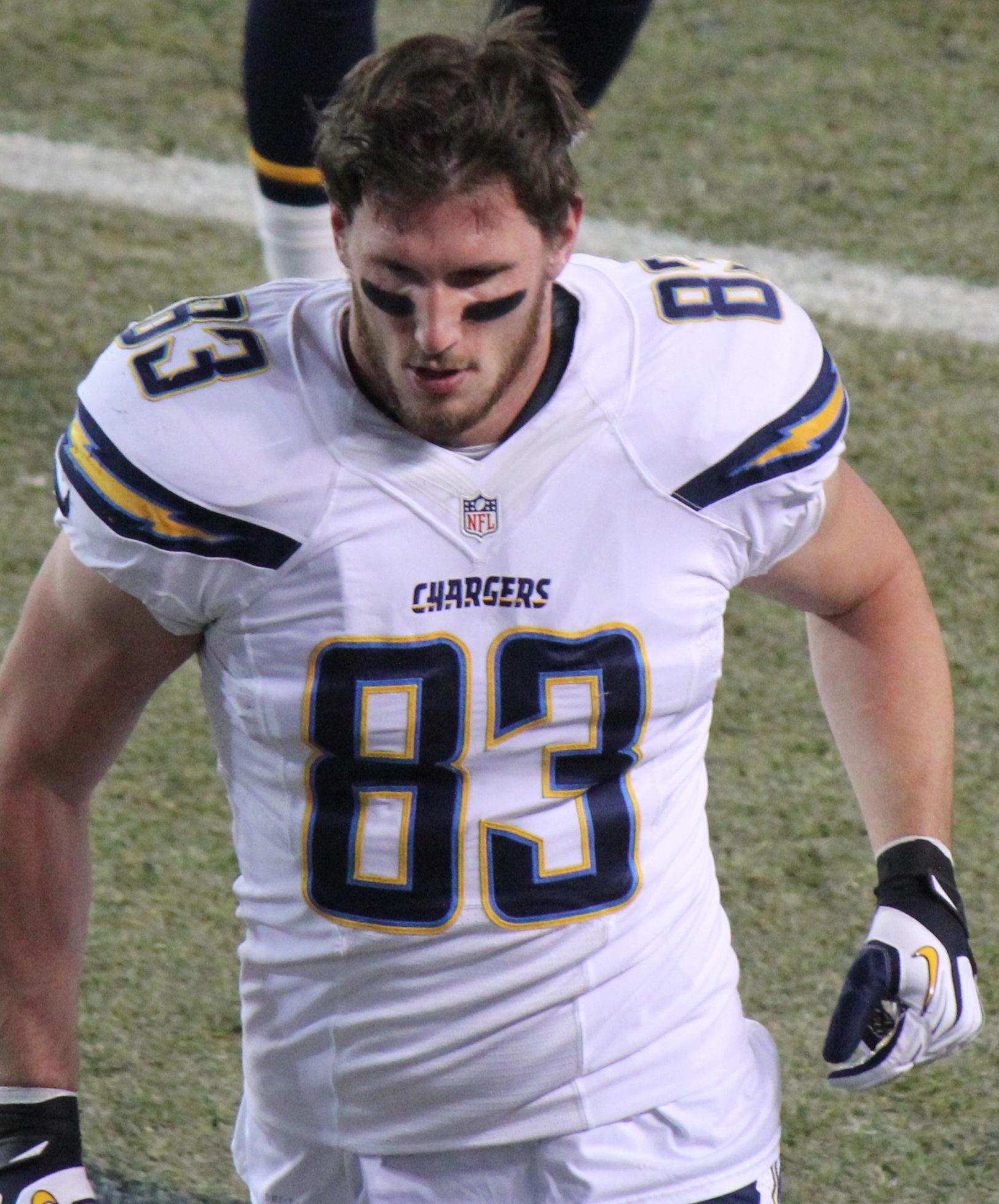
Imagem de John Phillips.

John Phillips (11 de junho de 1987, Low Moor, Virgínia) é um jogador de futebol americano que atua como tight end do San Diego Chargers na National Football League em 2009. Foi escolhido pelo Dallas Cowboys na sexta rodada do Draft de 2009 da NFL. Jogou futebol americano universitário pela Universidade da Virgínia.